# Liriomyza cicerina
Liriomyza cicerina är en tvåvingeart som först beskrevs av Camillo Rondani 1875.  Liriomyza cicerina ingår i släktet Liriomyza och familjen minerarflugor.
Artens utbredningsområde är Italien. Arten är reproducerande i Sverige. Inga underarter finns listade i Catalogue of Life.